# Bergbaumuseum Kupferberg

Blick in den Schieferbergstollen hinter dem Museum

Das Bergbaumuseum Kupferberg ist ein deutsches Museum in Kupferberg (Landkreis Kulmbach, Bayern). Es stellt die Geschichte des Bergbaus dieser Stadt vom Mittelalter bis in die heutige Zeit dar. Es wurde 1998 vom Verein Bergbau-Museum Kupferberg e. V. gegründet. Leiter ist seit 2021 Andreas Görtz als Nachfolger von Heinz Kliesch.

## Bergbau in Kupferberg
Der Bamberger Bischof Heinrich II. von Sternberg erhob Kupferberg 1326 zur Stadt, der Ort ist heute eine der kleinsten Städte Bayerns. Anlass zur Stadterhebung waren die Kupfererzfunde, die vor Ort weiterverarbeitet wurden. Die Gewinnung von Kupfer erfolgte bis in die erste Hälfte des 20. Jahrhunderts. Das Museum stellt die Entwicklung des Bergbaus vor Ort dar und zeigt Werkzeug, Ausrüstung und übliche bis außergewöhnliche Funde. Auf dem Gelände ist auch der Eingang eines Entwässerungsstollens zu besichtigen. Aus Mangel an erhaltenen Archivunterlagen ist die Lage vieler Stollen unbekannt. Ein baugeschichtlicher Rundwanderweg führt in Richtung Wirsberg. In unmittelbarer Ortsnähe befinden sich große Steinbrüche, wo Diabas gewonnen wird. Das Besucherbergwerk Kupferberg auf dem ehemaligen Grubengelände der St.-Veits-Zeche in Kupferberg  wurde am 19. April 2015 fertiggestellt und eingeweiht. Grundsteinlegung war der 13. November 2009.

## Ausstellung im Museum
Schwerpunkt der Ausstellung sind die Exponate der Mineralien und Erze aus den hiesigen Bergbau um Kupferberg, ebenso die Werkzeuge der damaligen Zeit und der Diabas-Abbau in übertägigem Bereich am Ortseingang. Das Museum wurde 2000 im historischen Stallgebäude eröffnet. Seit September 2001 ist der Verein Mitglied des „Landesverbandes Bayerischer Bergmanns-, Knappen- und Hüttenmännischer Vereine e. V.“
Für Schul- und Kindergruppen bietet das Museum ein besonderes Konzept und Kinderarbeitsblätter an, dazu gibt es Lösungsblätter für Lehrer. Für Gruppen besteht die Möglichkeit, eine Führung durch das Museum zu buchen.
Das Museum bietet folgende Veranstaltungen an:
- Museumsfest am zweiten Sonntag im September
- Barbarafeier am 4. Dezember
- Vorträge zum Bergbau und der Geologie[1]

## Träger
Träger des Museums ist der Verein Bergbaumuseum Kupferberg e. V. Ehrenamtliche Helfer unterstützen den Betrieb des Museums und stehen an Aktionstagen und dem normalen Museumsdienst mit ihrem Fachwissen den Besuchern zur Verfügung. Das Museum verfügt über einen Beirat. Er setzt sich aus den Mitgliedern der erweiterten Vorstandschaft zusammen. Der Beirat beaufsichtigt die Entwicklung des Museums, gibt Anregungen und setzt sich bei Arbeiten des Museums ein.